# Krasna Hora (oblast de Donetsk)
Krasna Hora (en ukrainien : Красна Гора, en russe : Красная Гора, Kranaïa Gora) est une commune urbaine de l'est de l'Ukraine, dans l'oblast de Donetsk, dépendante du raïon de Bakhmout. Elle était peuplée de 619 habitants en 2019.

## Géographie
La commune se situe sur la rive orientale de la rivière Bakhmouta, un affluent de la rivière Donets, dans le bassin hydrographique du fleuve Don. Elle fait face à la localité de Praskoviivka sur l'autre rive de la rivière. Elle se trouve à 74 km au nord de la ville de Donetsk.